# Couteuges
Couteuges é uma comuna francesa na região administrativa de Auvérnia-Ródano-Alpes, no departamento de Alto Loire. Estende-se por uma área de 10,43 km². Em 2010 a comuna tinha 311 habitantes (densidade: 29,8 hab./km²).